# 北京市金山陵园
北京市金山陵园，位于北京市海淀区香山南路正黄旗甲18号，是北京市属陵园之一。

## 简介
北京市金山陵园位于燕京八景“西山晴雪”、“香山红叶”风景区之内，与碧云寺、卧佛寺毗邻。该陵园依西山而建，远看昆明湖，近看玉泉山。1998年，北京市金山陵园成立。该陵园的墓碑种类较多。